# Hagecius (kráter)
Hagecius je impaktní kráter nacházející se v jihovýchodní části přivrácené strany Měsíce. Má průměr 76 km , pojmenován je podle českého astronoma a matematika Tadeáše Hájka z Hájku.
Hagecius tvoří trojúhelníkovou formaci s blízkými krátery Rosenberger (severo-severozápad) a Nearch (západo-severozápad). Severovýchodně pak leží kráter Biela. Okrajový val Hagecia je nepravidelný, na jihu je částečně překryt třemi menšími krátery Hagecius C, B a G.

## Satelitní krátery
V okolí kráteru se nachází několik menších kráterů. Ty byly označeny podle zavedených zvyklostí jménem hlavního kráteru a velkým písmenem abecedy.
| Hagecius | Sel. šířka | Sel. délka | Průměr |
| -------- | ---------- | ---------- | ------ |
| A        | 58.2° J    | 47.2° V    | 61 km  |
| B        | 60.4° J    | 48.9° V    | 34 km  |
| C        | 60.7° J    | 47.5° V    | 24 km  |
| D        | 57.1° J    | 47.0° V    | 17 km  |
| E        | 63.3° J    | 49.1° V    | 44 km  |
| F        | 62.3° J    | 44.8° V    | 36 km  |
| G        | 61.8° J    | 47.6° V    | 30 km  |
| H        | 60.4° J    | 50.7° V    | 13 km  |
| J        | 62.6° J    | 57.8° V    | 14 km  |
| K        | 61.2° J    | 52.0° V    | 31 km  |
| L        | 61.5° J    | 55.7° V    | 8 km   |
| M        | 60.0° J    | 52.0° V    | 10 km  |
| N        | 60.2° J    | 53.1° V    | 16 km  |
| P        | 59.8° J    | 53.2° V    | 7 km   |
| Q        | 59.2° J    | 53.0° V    | 20 km  |
| R        | 58.7° J    | 52.7° V    | 15 km  |
| S        | 59.0° J    | 54.6° V    | 10 km  |
| T        | 60.6° J    | 57.4° V    | 14 km  |
| V        | 61.9° J    | 58.3° V    | 14 km  |